# Dioclea malacocarpa
Dioclea malacocarpa är en ärtväxtart som beskrevs av Adolpho Ducke. Dioclea malacocarpa ingår i släktet Dioclea och familjen ärtväxter. Inga underarter finns listade i Catalogue of Life.